# Lilia Osterloh
Lilia Osterloh (født 7. april 1978 i Columbus, Ohio, USA) er en professionel tennisspiller fra USA. 
Lilia Osterloh højeste rangering på WTA single rangliste var som nummer 41, hvilket hun opnåede 23. april 2001. I double er den bedste placering nummer 77, hvilket blev opnået 23. august 1999. 